# Хосе Марія Урвіна
Хосе Марія Маріано Сегундо де Урвіна-і-Вітері (ісп. José María Urvina‎‎‎‎; 19 березня 1808 — 4 вересня 1891) — еквадорський політик, президент країни з червня 1851 до жовтня 1856 року.

## Життєпис
Початкову освіту здобув у рідному селі. Потім закінчив морську школу в Ґуаякілі.
Відзначився у морській битві біля Пунта-де-Мапело, виявивши мужність, що підняло його над товаришами. Пізніше був польовим командиром Хуана Хосе Флореса. Його військова кар'єра сягнула піку, коли йому надали звання генерала.
Прийшовши до політики, обіймав посади голови Законодавчої ради, конгресмена від провінції Гуаяс, губернатора Ґуаякіля, представника Еквадору в Боготі, а також пост глави держави в 1951—1956 роках.